# Pinet (Francia)
Pinet è un comune francese di 1 366 abitanti situato nel dipartimento dell'Hérault nella regione dell'Occitania.

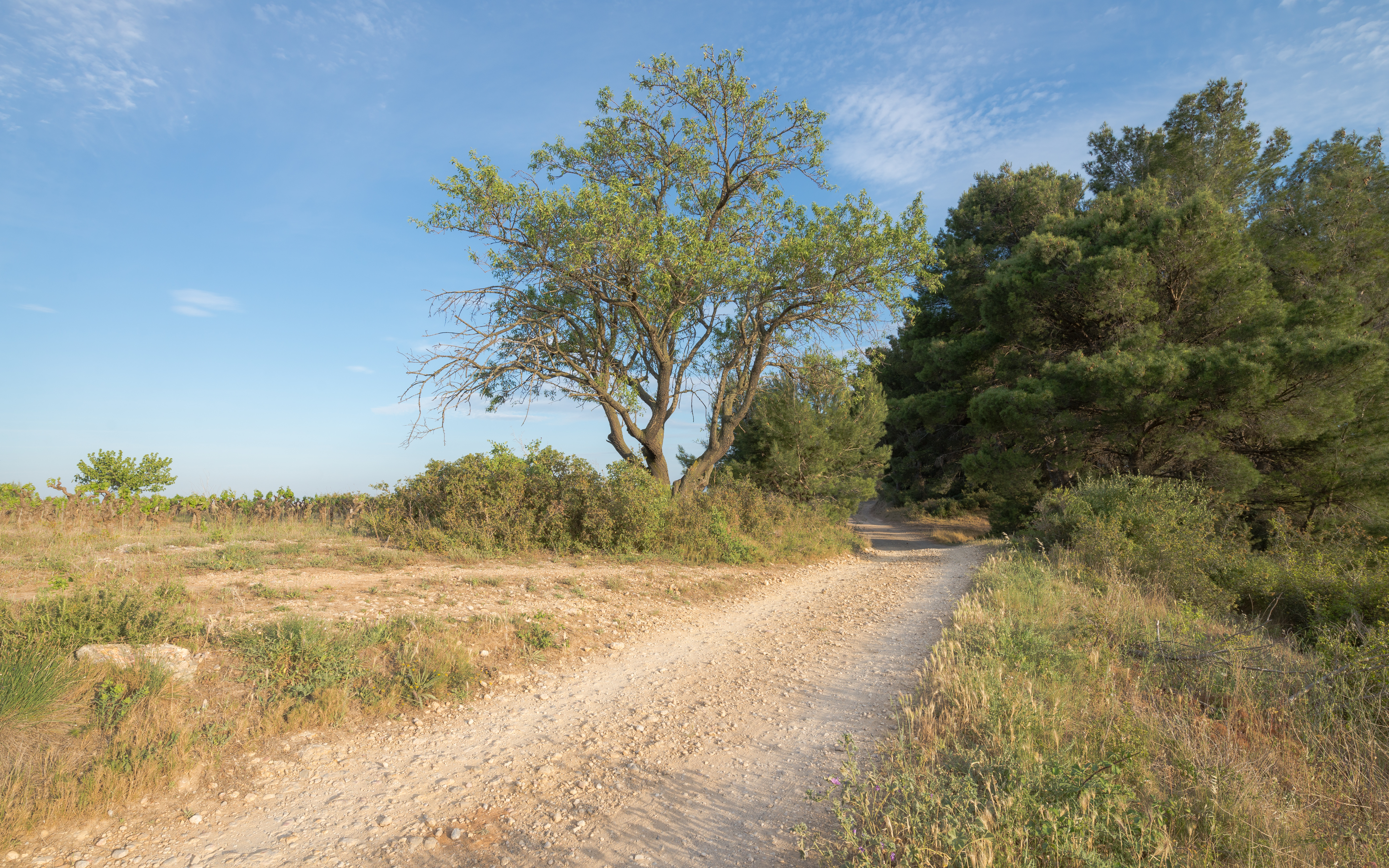

## Società

### Evoluzione demografica
Abitanti censiti